# Cot Rambat
Cot Rambat is een bestuurslaag in het regentschap Bireuen van de provincie Atjeh, Indonesië. Cot Rambat telt 178 inwoners (volkstelling 2010).